# Alfredo Amarillo
Alfredo Amarillo Kechichian es un exjugador de fútbol uruguayo nacido el 2 de enero de 1953 en Montevideo. Su debut en el fútbol profesional fue en la temporada 1972-1973 en el Club Nacional de Football de Montevideo.

## Biografía
En España jugó en varios equipos, tanto en primera como en segunda división. Procedente del Real Valladolid (donde jugó desde 1973), recaló en el Fútbol Club Barcelona en 1976. Debutó en el Barça el 5 de septiembre de 1976 en un F. C. Barcelona 4 - U. D. Las Palmas 0. En las dos temporadas que permaneció en el club, ganó una Copa del Rey.
Fue autor de alguno de los mejores goles del Barça, como uno de los seis que encajó el Valencia C. F. en su visita al Camp Nou en partido de liga en la temporada 76-77 (28 de noviembre de 1976, F. C. Barcelona 6, Valencia 1), gol elegido por Eurovisión como el mejor del mes de todas las competiciones de liga Europeas.
Tras pasar una temporada en el Salamanca, terminó jugando dos más en el Español de Barcelona, donde se retiró en 1982.

## Palmarés
| Título              | Club                  | País    | Año  |
| ------------------- | --------------------- | ------- | ---- |
| Campeonato Uruguayo | Nacional              | Uruguay | 1972 |
| Copa Montevideo     | Nacional              | Uruguay | 1973 |
| Copa del Rey        | Fútbol Club Barcelona | España  | 1978 |

## Equipos
| Club                      | País    | Año       |
| ------------------------- | ------- | --------- |
| Club Nacional de Football | Uruguay | 1972-1973 |
| Real Valladolid           | España  | 1973-1976 |
| Fútbol Club Barcelona     | España  | 1976-1978 |
| Salamanca                 | España  | 1978-1979 |
| Español de Barcelona      | España  | 1979-1982 |